# 韓充
韩充（770年—824年9月25日），唐朝滑州匡城人。本名韩璀，韩望之孙，韩垂之子，韩弘的弟弟。
他年轻时依附舅舅刘玄佐。李元为河阳节度使，韩璀署牙将。李元改为昭义节度使，又跟他到了潞州。李元对宾佐们说，韩充之后当显贵，诸君一定要善事他。不久，韩弘领宣武军节度使，召韩璀主管亲兵，李元把自己两个幼女托付给他。韩璀辞去。官至御史大夫。之后李元去世，韩充主持他两个女儿的出嫁，周全其家。
韩璀峻法，属下不得自保。韩璀谦虚谨慎不懈怠，遍得军心。然以亲逼权重，韩弘久在汴州，不入见天子，自己又得军心，常不自安。请入宿卫，韩弘同意，但很久没有派遣。元和六年（811年），在近郊打猎时，单骑到洛阳，朝廷姑息韩弘，又嘉尚他没有二心，擢升为右金吾卫将军，十二月，转任大将军，斥走军士虚名不听令之人七百。历任少府监。元和十五年（820年）正月，以少府监韩璀代侄子韩公武为检校工部尚书、鄜州刺史、鄜坊丹延节度使。长庆元年（821年）正月，鄜坊节度使韩璀改名韩充。
唐穆宗即位，河北三镇再乱，王承元以冀州兵二千屯守滑州，朝廷怕冀州兵叛乱，改王承元驻守鄜坊，长庆二年（822年）二月，以鄜坊节度使韩充为检校尚书左仆射，郑滑义成军节度使。汴州军驱逐汴州宣武军节度使李愿，以都将李㝏为留后。唐穆宗以韩充久在汴州，七月，贬李愿为随州刺史。以郑、滑节度使韩充为汴州刺史、宣武军节度使、汴宋亳颍观察等使，仍兼郑、滑节度使，讨伐李㝏。八月，郭桥之战，韩充击败李㝏。李㝏头上发疽，部将李质擒获李㝏。陈许李光颜也奉诏讨李㝏，屯守尉氏，想要先得汴州，大肆俘掠作为诱饵，汴州监军使姚文寿也想纳李光颜入城。韩充在中牟听说其谋，率军径至汴州城下。汴州人汴人望见韩充前来，踊跃相贺。韩充入汴州，李㝏伏诛。九月，韩充送李㝏之子李道源、李道枢、李道瀹等三人至长安，斩于西市；李㝏妻马氏、小儿子李道本、女儿汴娘配于掖庭。汴州监军选军中二千敢士在阁下保卫，日设酒肴。韩充未入汴州时，李质主持军事，说：“韩公来到，而马上取消二千人的供食，岂不失人心？不取消，无以为继，怎么能把这种事遗留给节帅呢！”于是取消而后迎接韩充。
唐穆宗之前派人问破敌之期，韩充回答：“汴州，天下咽喉，臣颇知其人，王师兵临，一月可破。”结果二十天即克。唐穆宗大喜：“韩充料敌若神。”诏加检校司空，割颍州隶滑州。将李㝏所胁为兵之人三万，全部释放。又责首乱之人千余，斥令与父母妻儿出境，命令敢拖延者斩。于是军政大治，汴州人无不爱戴。长庆四年（824年）八月，例加檢校司徒。八月廿九乙巳日，宣武军节度韩充暴病去世，时年五十五岁。赠司徒，谥肃。
韩充虽出自将门之家，节俭不豪侈，历任三镇，居处摆设如同儒生，临机决策不悔，世称为善将。